# Нужненко Юрій Іванович
Нужненко Юрій Іванович (нар. 2 червня 1976) український боксер, колишній чемпіон світу версії WBA у напівсередній вазі (до 147 фунтів). Колишній чемпіон України серед аматорів у напівсередній вазі (63,5 кг) (1995, 1996).

## Життєпис
У бокс Юрія, в 16 років, привів старший брат. У 1995 та 1996 роках — чемпіон України. На любительському ринзі провів 143 бої, отримав 110 перемог. Перший бій на професійному ринзі провів у червні 2000 року, переміг технічним нокаутом в першому раунді чеха Мілана Вршечкі.
Весною 2016 року приєднався до патріотичного флешмобу #яЛюблюСвоюКраїну, опублікувавши відеозвернення, в якому розповів за що любить Україну.

### WBA
- 2006 — чемпіон за версією WBA Inter-Continental в напівсередній вазі, титул здобув у бою з Лаатеквеєм Гаммондом.
- 2007 — тимчасовий чемпіон світу за версією WBA в напівсередній вазі.
- 2008 — WBA оголосила Нужненка чемпіоном світу в напівсередній вазі, так як попередній володар титулу Антоніо Маргарито був визнаний суперчемпіоном.
- 20 грудня 2008 — захистив титул чемпіона світу за версією WBA в бою проти узбека Ікбала Курбанова.
- 2010 — втратив чемпіонський титул в бою з В'ячеславом Сенченком.
- 2011 — повернувся на ринг, одержав перемогу над Адхамом Назаровим.

## Сім'я
Одружений. Виховує двох дочок. Живе у Броварах (Київська область, Україна). Тренер — Олександр Поліщук.

## Бізнес
Власник боксерського клубу «SpartaBox» і компанії ustanovka-schetchikov-tepla.kiev.ua